# 今晚好好說
《今晚好好說》是中華電視公司製作的談話節目，由吳淡如、賴芳玉、鄧惠文主持。節目定位為以女性角度關心社會時事的論壇節目。
2019年9月18日於華視主頻與華視新聞資訊台首播。12月因鄧惠文參與立法委員選舉，12月5日播出最後一集，共播出46集。

## 播出時間

### 首播
| 頻道           | 所在地 | 播映日期                     | 播出時間                   |
| -------------- | ------ | ---------------------------- | -------------------------- |
| 華視主頻       | 臺灣   | 2019年9月18日－2019年12月5日 | 每週一至週四 20:00 - 21:00 |
| 華視新聞資訊台 | 臺灣   | 2019年9月18日－2019年12月5日 | 每週一至週四 20:00 - 21:00 |

### 重播
| 頻道           | 所在地 | 播映日期                     | 播出時間                   |
| -------------- | ------ | ---------------------------- | -------------------------- |
| 華視新聞資訊台 | 臺灣   | 2019年9月18日－2019年12月5日 | 每週一至週四 22:00 - 23:00 |
| 華視新聞資訊台 | 臺灣   | 2019年9月19日－2019年12月6日 | 每週二至週五 00:00 - 01:00 |
| 華視新聞資訊台 | 臺灣   | 2019年9月19日－2019年12月6日 | 每週二至週五 03:00 - 04:00 |
| 華視新聞資訊台 | 臺灣   | 2019年9月19日－2019年12月6日 | 每週二至週五 05:00 - 06:00 |
| 華視主頻       | 臺灣   | 2019年9月19日－2019年11月1日 | 每週二至週五 00:00 - 01:00 |
| 華視主頻       | 臺灣   | 2019年11月5日－2019年12月6日 | 每週二至週五 02:00 - 03:00 |

## 各集列表
| 集數 | 播出日期       | 主持人               | 主題                                                            | 來賓                                                                                          |
| 1    | 2019年9月18日  | 吳淡如 賴芳玉 鄧惠文 | 郭不選大地震 藍、綠、白誰最開心?                                | 洪孟楷 蔡沁瑜 鍾佳濱                                                                          |
| 2    | 2019年9月19日  | 吳淡如 賴芳玉 鄧惠文 | 基隆裴勇俊VS.松山鄧麗君 男神女神人人愛                          | 蔡適應 徐巧芯                                                                                 |
| 3    | 2019年9月23日  | 吳淡如 賴芳玉        | 直播主之亂 高雄治安敗壞? 錯都在警察?                            | 謝國安 (資深媒體人) 蕭彤雯 鄒宗澤 (警察協會理事)                                              |
| 4    | 2019年9月24日  | 吳淡如 鄧惠文        | 運動啟動快樂荷爾蒙！ 今晚好好談「慢跑」                         | 林義傑 謝明儒 (國際疼痛治療專家) 蕭青陽                                                       |
| 5    | 2019年9月25日  | 吳淡如 賴芳玉 鄧惠文 | 親上火線闡述內心話 柯P「今晚好好說」                            | 柯文哲                                                                                        |
| 6    | 2019年9月26日  | 吳淡如 賴芳玉 鄧惠文 | 「戰神」黃國昌 盔甲下的心路歷程？                               | 黃國昌                                                                                        |
| 7    | 2019年9月30日  | 吳淡如 賴芳玉        | 少子化正在凌遲台灣經濟嗎？                                      | 王樂明 (婦產科醫師) 盧燕俐 (財經專家) 汪潔民                                                  |
| 8    | 2019年10月1日  | 鄧惠文               | 南方澳大橋斷裂！ 颱風惹禍？ 20年橋老舊？                        | 蔡榮根 (新北市土木建築學會理事長) 陳曼麗 楊世仲 (土木技師)                                    |
| 9    | 2019年10月2日  | 鄧惠文               | 為生活拚掉性命 單親媽媽的辛勞 誰來解決？                        | 陳曼麗 紀惠容 (勵馨基金會執行長) 范雲                                                         |
| 10   | 2019年10月3日  | 賴芳玉 鄧惠文        | 女人的子宮是妳的？ 墮胎權誰說了算？                             | 陳保仁 (台灣婦產身心醫學會理事長) 陳玫儀 (生育改革行動聯盟秘書長)                             |
| 11   | 2019年10月7日  | 吳淡如 賴芳玉        | 一句我做錯了王瞳被告400萬 「侵犯配偶權」和「通姦罪」 有何差別？ | 黃益中 高仁和 (前刑事警官)                                                                    |
| 12   | 2019年10月8日  | 吳淡如 鄧惠文        | 女人的惡夢！「偷拍」為何抓不勝抓？                              | 林實芳 (婦女新知基金會董事) 葉錦洲 (捷運警察隊刑事組長)                                       |
| 13   | 2019年10月9日  | 吳淡如 賴芳玉        | 人生的末班車！如何善終？如何病者放心、家人安心？                | 陳靜敏 蘇文浩 (台灣安寧照顧協會理事長)                                                        |
| 14   | 2019年10月10日 | 吳淡如 鄧惠文        | 台灣之光！ 珍奶、小籠包 日本掀起台灣熱                          | 謝明珠 (台日經貿文化交流協會台北分會會長) 蔡增家 (政大國關中心教授) 943 (旅遊作家)            |
| 15   | 2019年10月14日 | 吳淡如 賴芳玉        | 消失中的台灣石虎！保育與開發如何平衡？                          | 吳金樹 (山貓森林計畫召集人) 李璟泓 (台灣石虎保育協會理事) 楊國禎 (台灣生態學會理事長)         |
| 16   | 2019年10月15日 | 吳淡如 賴芳玉        | 幾歲算「成年」？ 18歲的權益誰在意？ 民法該下修嗎？              | 黃山料 葉大華 何蔚慈 (台灣青年民主協會副理事長)                                               |
| 17   | 2019年10月16日 | 吳淡如 賴芳玉        | 全台587萬人愛用！日拚12小時 外送員如何衝上10萬高薪？            | 陳淑綸 (台北市產業總工會總幹事) 彭仕邦 (台灣協作暨共享經濟協會理事長) 蘇柏豪                  |
| 18   | 2019年10月17日 | 吳淡如 賴芳玉        | 至少16件是假的！ 連千毅賣山寨精品 還有多少是假貨？              | 黎龍興 (珠寶鑑定專家) 謝國安 (資深媒體人) 葉昇峻                                              |
| 19   | 2019年10月21日 | 吳淡如 賴芳玉        | 女幕僚的甘苦 「蔡壁如、王淺秋」今晚好好說                       | 蔡壁如 王淺秋                                                                                 |
| 20   | 2019年10月22日 | 吳淡如 賴芳玉        | 好想退休！ 退休金的最佳盤算 你會運用嗎？                        | 闕又上 (財經專家) 劉鳳和 (保險達人)                                                           |
| 21   | 2019年10月23日 | 吳淡如 賴芳玉        | 酸民文化無所不在！ 「雪莉之死」的代價 能杜絕多少霸凌現象？      | 江雅綺 (北科大智慧科技法律政策研究中心教授) 林萃芬 (諮商心理師) 汪冠瑋 (媒體觀察家)           |
| 22   | 2019年10月24日 | 賴芳玉               | 自首？逮捕？ 陳同佳殺人案 台港政治角力大過昭                    | 董立文 李志德 吳景欽                                                                          |
| 23   | 2019年10月28日 | 鄧惠文               | 同志大遊行周六登場 孩童的知識！「性平教育」教什麼？怎麼教？     | 苗博雅 張竹芩 (同志諮詢熱線義工/綠黨副秘書長) 番紅花 (家長代表/親職暨飲食作家)                |
| 24   | 2019年10月29日 | 吳淡如 賴芳玉 鄧惠文 | 媽寶的定義 男人．女人怎麼看？                                   | 嚴藝文 黃益中                                                                                 |
| 25   | 2019年10月30日 | 賴芳玉 鄧惠文        | 與「神」同行！ 宮廟政治學大公開                                 | 鍾佳濱 秦慧珠 江燦騰                                                                          |
| 26   | 2019年10月31日 | 鄧惠文               | 選舉支票滿天飛 哪個能兌現？                                     | 蔡明芳 (淡江大學經濟系教授) 簡舒培 徐弘庭                                                     |
| 27   | 2019年11月4日  | 吳淡如 賴芳玉 鄧惠文 | 「婚姻」 的定義 男人．女人怎麼看？                              | 嚴藝文 麥若愚 (資深媒體人)                                                                    |
| 28   | 2019年11月5日  | 吳淡如 鄧惠文        | 無殼蝸牛30年！ 重返東區 爭取居住正義！                          | 黃國昌 彭揚凱 (都市改革組織秘書長) 倪子仁 (運巢社社長)                                        |
| 29   | 2019年11月6日  | 賴芳玉 鄧惠文        | 外籍移工設專屬休閒區 適當？ 還是歧視？                          | 陳靜敏 林麗蟬 陳秀蓮 (國際勞工協會秘書長)                                                     |
| 30   | 2019年11月7日  | 賴芳玉 鄧惠文        | 大將環伺！參選新人衝破重圍的條件？                              | 林佳瑋 洪孟楷 蔡宜芳                                                                          |
| 31   | 2019年11月11日 | 賴芳玉 鄧惠文        | 去年兒虐通報近6萬件 台灣成「虐童之島」？                        | 王薇君 (兒童權益促進協會理事長) 高仁和 (前刑事警官) 曾偉杰 (台大急診醫師)                       |
| 32   | 2019年11月12日 | 吳淡如 鄧惠文        | 外資連21買 台股「超值」 誰賺到錢了？                            | 闕又上 (財經專家) 99啪 (財經專家)                                                             |
| 33   | 2019年11月13日 | 賴芳玉 鄧惠文        | 癌友的生育權利 如何保留「生機」？                               | 蘇連瓔 (癌症希望基金會執行長) 蕭吉晃 (腫瘤科醫師) Rick (病友)                                 |
| 34   | 2019年11月14日 | 吳淡如 賴芳玉 鄧惠文 | 不分區名單出爐！ 哪黨最有競爭力？                               | 陳椒華 葉毓蘭                                                                                 |
| 35   | 2019年11月18日 | 吳淡如 賴芳玉        | 正副總統候選人出爐！ 誰能助攻立委席次？                         | 蔡沁瑜 張宏林 李晏榕                                                                          |
| 36   | 2019年11月19日 | 吳淡如 賴芳玉        | 宋楚瑜終局之戰！ 余湘、于美人今晚好好說                         | 余湘 于美人                                                                                   |
| 37   | 2019年11月20日 | 吳淡如 賴芳玉        | 學霸參選成風潮 高學歷能讓選民買單？                             | 范雲 謝佩芬 何景榮 蔡宜芳                                                                     |
| 38   | 2019年11月21日 | 吳淡如 賴芳玉        | 「無形殺手」！ 言語暴力比體罰更傷人                             | 黃國書 呂佳育 (兒盟研發處副組長) 林萃芬 (諮商心理師)                                          |
| 39   | 2019年11月25日 | 吳淡如 賴芳玉        | 國政配能加分？ 張善政今晚好好說！                               | 張善政                                                                                        |
| 40   | 2019年11月26日 | 吳淡如 賴芳玉        | 女性成就、收入高 男性幸福感就越低？                             | 麥若愚 (資深媒體人) 陳宜倩 (世新大學性別研究所教授)                                           |
| 41   | 2019年11月27日 | 賴芳玉               | 大選拚育兒政策 如何給兒童安全生活？                             | 王婉諭 許皓宜 (心理醫師) 王兆慶 (托育政策催生聯盟發言人)                                      |
| 42   | 2019年11月28日 | 吳淡如 賴芳玉        | 工作17小時！高以翔錄節目「心因性猝死」                          | 李香君 (高醫心臟血管內科醫師) 高英軒                                                          |
| 43   | 2019年12月2日  | 賴芳玉 鄧惠文        | 逾5000街友無家可歸！治安隱憂？如何解決？                        | 張獻忠 (芒草心慈善協會理事) 阿德 (人生百味共同創辦人) 方荷生 (台北市忠勤里里長) 阿強 (導覽員) |
| 44   | 2019年12月3日  | 吳淡如 賴芳玉        | 大腦發炎了！憂鬱症纏上身 該怎麼辦？                             | 楊聰財 (精神科醫師) 蔡睿蘋 (北醫神經內科主治醫師)                                             |
| 45   | 2019年12月4日  | 吳淡如 賴芳玉        | 潛規則無所不在 藝人如何保護自己？                               | 麥若愚 (資深媒體人) 李方儒 (兩岸金牌製作人)                                                   |
| 46   | 2019年12月5日  | 吳淡如 賴芳玉        | 外交官之死的代價 網軍帶風向的暗黑力量？                         | 鄧惠文 胡元輝 (中正大學傳播系教授) 葉子揚 (MyGOPen網站版主)                                   |

## 外部連結
- 今晚好好說－華視
- 今晚好好說的Facebook專頁
- YouTube上的今晚好好說頻道

## 節目的變遷
| 臺灣 華視主頻 週一至週四 20:00 - 21:00             | 臺灣 華視主頻 週一至週四 20:00 - 21:00                                                 | 臺灣 華視主頻 週一至週四 20:00 - 21:00 |
| -------------------------------------------------- | -------------------------------------------------------------------------------------- | -------------------------------------- |
|                                                    | 今晚好好說 （2019年9月18日－2019年12月5日）                                            |                                        |
| 俗女養成記（重播） （2019年9月2日－2019年9月17日） | 難忘的歷史車站：美麗島 （2019年12月9日）華視新聞8點檔 （2019年12月10日－2020年6月2日） |                                        |